# انریکو میجلیاواکا
انریکو میجلیاواکا (به ایتالیایی: Enrico Migliavacca) بازیکن فوتبال و اهل ایتالیا است که از سال ۱۹۲۱ میلادی عضو تیم ملی فوتبال ایتالیا بوده و در ۱۱ بازی ملی حضور داشته‌است. او در بازی‌های ملی‌اش ۳ گل به ثمر رساند.
انریکو میجلیاواکا آخرین بازی ملی خود را در سال ۱۹۲۳ میلادی انجام داد.